# John W. Geary
John White Geary, född 30 december 1819 i Westmoreland County, Pennsylvania, död 8 februari 1873 i Harrisburg, Pennsylvania, var en amerikansk militär och politiker. Han var San Franciscos borgmästare 1850–1851, Kansasterritoriets guvernör 1856–1857 och Pennsylvanias guvernör 1867–1873. Före amerikanska inbördeskriget var han demokrat och senare republikan. I inbördeskriget tjänstgjorde han som brigadgeneral i nordstaternas armé.
Geary utexaminerades från Jefferson College, studerade sedan juridik och inledde sin karriär som advokat. Han tjänstgjorde som överste i mexikansk–amerikanska kriget.
Geary tillträdde 1850 som San Franciscos borgmästare och efterträddes 1851 av Charles James Brenham. Den 9 september 1856 tillträdde han sedan som Kansasterritoriets guvernör och innehade ämbetet till och med den 12 mars 1857.
I inbördeskriget sårades Geary 1862 och blev tillfångatagen av sydstaternas trupper men blev genast frigiven i ett utbyte av fångar.
Geary efterträdde 1867 Andrew Gregg Curtin som Pennsylvanias guvernör och efterträddes 1873 av John F. Hartranft. Kort därefter avled han och gravsattes i Harrisburg. Geary County i Kansas har fått sitt namn efter John W. Geary.